# Pseudoturnaca samarinda
Pseudoturnaca samarinda är en fjärilsart som beskrevs av Sergius G. Kiriakoff 1967. Pseudoturnaca samarinda ingår i släktet Pseudoturnaca och familjen tandspinnare. Inga underarter finns listade.